# DPM3
DPM3 (англ. Dolichyl-phosphate mannosyltransferase subunit 3) – білок, який кодується однойменним геном, розташованим у людей на короткому плечі 1-ї хромосоми.  Довжина поліпептидного ланцюга білка становить 92 амінокислот, а молекулярна маса — 10 094.
| 10         |  | 20         |  | 30         |  | 40         |  | 50         |
| ---------- |  | ---------- |  | ---------- |  | ---------- |  | ---------- |
| MTKLAQWLWG |  | LAILGSTWVA |  | LTTGALGLEL |  | PLSCQEVLWP |  | LPAYLLVSAG |
| CYALGTVGYR |  | VATFHDCEDA |  | ARELQSQIQE |  | ARADLARRGL |  | RF         |

A: Аланін

C: Цистеїн

D: Аспарагінова кислота

E: Глутамінова кислота

F: Фенілаланін

G: Гліцин

H: Гістидин

I: Ізолейцин

K: Лізин

L: Лейцин

M: Метіонін

P: Пролін

Q: Глутамін

R: Аргінін

S: Серин

T: Треонін

V: Валін

W: Триптофан

Задіяний у такому біологічному процесі як альтернативний сплайсинг. 
Локалізований у мембрані, ендоплазматичному ретикулумі.